# Irene Gracia
Irene Gracia (Madrid; 25 de julio de 1956) es una escritora y pintora española.

## Biografía
Nacida en Madrid en 1956, residió en Barcelona desde su niñez hasta mediados de los años 90. Cursó estudios de música en la adolescencia, y más tarde de pintura y escultura en la Facultad de Bellas Artes de Barcelona.
Con su obra narrativa se ha consolidado como una de las voces más personales de la literatura española reciente. Tras una primera etapa muy influida por la tradición del expresionismo lírico de Djuna Barnes o Violette Leduc, posteriormente exploró el ámbito de lo fantástico.
Fiebre para siempre, su primera novela, obtuvo el Premio Ojo Crítico de RNE en 1994.
Mordake o la condición infame(2001) supuso su primera incursión en una novelística con tonos góticos. En ella narra la vida de Edward Mordake. Más tarde, en El coleccionista de almas perdidas, narración poliédrica que une dos planos, el real y el fantástico, mediante la intercalación de cuentos en un relato principal, quiso sumarse a la tradición presente en obras como Las mil y una noches o el Decamerón, manteniendo la influencia, ya evidente en su novela anterior, de Poe o Mary Shelley. La novela, publicada por Siruela en 2006, fue finalista del premio de novela Fundación J. M. Lara a la mejor novela publicada en ese año. En El beso del ángel (Siruela, 2011), cuenta la relación entre Thérèse Fuler y el ser angélico que la acompaña durante toda su vida, Adanel.
En 2014 se le concedió el Premio de Novela Breve "Juan March Cencillo" por Anoche anduve sobre las aguas.
En 2017 publica la novela Ondina o la ira del fuego, novela histórica en la que da voz a Johanna Eunicke, la cantante que interpretó Ondina en el estreno de la ópera de E. T. A. Hoffmann, a la par que recrea las fantásticas tertulias organizadas por él.
En 2018 es el turno de la novela Las amantes boreales, en la que se narra la historia de la amistad profunda y abismal de Roxana y Fedora, dos jóvenes de la alta burguesía de San Petersburgo, durante el periodo más convulso y definitivo de la Rusia de la Revolución de Octubre. Tras ser expulsadas de la Escuela Imperial de Danza, ambas ingresan en Palastnovo, un internado con doble fondo y doble moral, situado en una remota isla del lago Ladoga.
En 2019 realiza una exposición de pintura en Madrid titulada Esperando a Diaguilev, como homenaje a los ballets rusos en España.

## Obra

### Novelas
- Fiebre para siempre, Planeta, Barcelona, 1994.
- Hijas de la noche en llamas, Planeta, Barcelona, 1999.
- Mordake o la condición infame, Debate, Madrid, 2001.
- El coleccionista de almas perdidas, Ediciones Siruela y Círculo de Lectores, Madrid, 2006.
- El beso del ángel, Ediciones Siruela, Madrid, 2011.
- El alma de las cosas, Ediciones Siruela, Madrid, 2014.
- Anoche anduve sobre las aguas, Editorial Pre-Textos, Valencia, 2014. Premio de Novela Breve "Juan March Cencillo".
- Ondina o la ira del fuego, Ediciones Siruela, Madrid, 2017.
- Las amantes boreales, Ediciones Siruela, Madrid, 2018.

### Relatos y colaboraciones en obras colectivas
- Trece historias breves, Lengua de Trapo, Madrid, 1995.
- Aquel verano, aquel amor, Espasa, Madrid, 1997.
- El sueño de un verano, Espasa, Madrid, 1998.
- Escritores contra el racismo, SOS Racismo-Talasa literatura, Madrid, 1998.
- La voz de los árboles. Para la campaña en defensa de los bosques españoles, Planeta-Greenpeace, Barcelona, 1999.
- Prólogo a Alicia en el país de las maravillas de Lewis Carroll, El Mundo-Colección Millenium, Madrid, 1999.
- La lucidez de un siglo, Páginas de Espuma, Madrid, 2000.
- Cuentos contemporáneos, Gran Angular, Madrid, 2001.
- Comedias de Shakespeare, 451, Madrid, 2007.
- Frankenstein, 451, Madrid, 2008.
- Animales, Fuente de la Fama, Valladolid, 2011.
- Hijos de Mary Shelley, Imagine, Madrid, 2012.
- Hijos de Mary Shelley, Imagine, Madrid, 2015.
- Nuevos cuentos de la esfinge, Ediciones Siruela, Madrid, 2017.
- Frankenstein resuturado, Editorial Alrevés, Barcelona, 2018.